# 惠棟
惠棟（1697年11月18日—1758年6月27日），字定宇，號松崖，時人稱小紅豆先生。江蘇蘇州府吳縣（今江蘇苏州市）人，清朝經學家，吳派經學的代表人物。

## 生平
惠棟的祖父惠周惕與父親惠士奇皆治《易经》，三世傳治，傳為一代佳話。惠棟早年隨其父至廣東提督學政任所，父親死後歸鄉里，教課寫書，終生不仕，“于经史诸子稗官野乘及七经毖纬之学，无不肄业”。乾隆十四年，惠棟著手總結父祖經說及己治《易》心得，始撰《周易述》。後入卢见曾幕府，協助刊刻《雅雨堂丛书》等著作。乾隆十九年月，又与沈大成等参與补刻朱彝尊著《经义考》校勘工作。沈大成回忆當時说：“萍踪偶邂逅，握手申前欢。兄居屋东上，余止舍西偏。因得共晨夕，相与典坟。”王昶當時也常请教于惠栋。
惠棟本人集“吳派”經學之大成，其室有楹联：“五经尊服郑，百行法程朱”。被誉为“汉学之绝者千有五百余年，至是而粲然复章矣”。王昶说：“吴江沈君彤，长洲余君仲霖、朱君楷、江君声等先后羽翼之，流风所煽，海内人士无不重通经，无不知信古，而其端自先生（惠栋）发之。”江藩《宋学渊源记》说：“本朝为汉学者，始于元和惠氏。”乾隆二十三年（1758）五月二十二日在苏州家中病逝。

## 成就
惠棟公開打出漢學旗幟，與“宋學”對壘，評《毛詩注疏》時說“宋儒之禍，甚於秦灰”，學沿顧炎武，主張治經學必須從古文字入手，重視古音訓詁，對漢儒易說搜輯鉤稽，不遺餘力，“凡古必真，凡漢必好”，正開一派學者求古而不問是非風氣，成為吳派經學的重要思想特徵，為考證而考證，致使其“餖飣煩瑣”，以致有“株守漢學”、“嗜博泥古”之譏。然详考其学术理路，则可知其本汉学有其理由。其言汉宋之争言曰：汉有经师，宋无经师，汉儒浅而有本，宋儒深而无本，有师与无师之异，浅者勿轻疑，深者勿轻信，此后学之责。（《九曜斋笔记》卷二），又有“汉人传《易》，各有源流，余尝撰《汉易学》七卷，其说略备。识得汉易源流，乃可用汉学解经。”（《九曜斋笔记》卷二），足见其尊汉在于认识到汉代学术源流不同，欲知其详，必全盘了解，不可以一种倾向为主。
著作有《古文尚書考》、《後漢書補註》、《九經古義》、《明堂大道錄》、《松文鈔》等。